# Lodo Grande
Lodo Grande är en ort i Mexiko.   Den ligger i kommunen Chilapa de Álvarez och delstaten Guerrero, i den södra delen av landet, 200 km söder om huvudstaden Mexico City. Lodo Grande ligger 1 528 meter över havet och antalet invånare är 1 035.
Terrängen runt Lodo Grande är kuperad. Runt Lodo Grande är det ganska glesbefolkat, med 42 invånare per kvadratkilometer. Närmaste större samhälle är Chilapa de Alvarez, 4,1 km öster om Lodo Grande. Omgivningarna runt Lodo Grande är en mosaik av jordbruksmark och naturlig växtlighet.